# Williamson (Georgia)
Williamson – miasto w Stanach Zjednoczonych, w stanie Georgia, w hrabstwie Pike.

## Demografia
W roku 2000 miasto zamieszkiwało 297 osób, a gęstość zaludnienia wynosiła 185,6 osoby/km². W roku 2023 liczba mieszkańców wzrosła do 741 osób, a gęstość zaludnienia przekroczyła 463 osoby/km². Na przestrzeni niespełna ćwierćwiecza zaludnienie Williamson zwiększyło się 2,5-krotnie.